# Laetitia Chapeh
Laetitia Chapeh Yimga, née le 7 avril 1987 à Douala, est une footballeuse internationale équatoguinéenne qui joue en tant que défenseure au sein du club français de Régional 1 de Douai. Née au Cameroun, elle a participé à la Coupe du monde féminine de 2011 avec l'équipe de Guinée équatoriale.